# Vera Von Monika
Vera Von Monika (17 de setembro, Porto, Portugal) é uma modelo, jornalista, socialite e empresária portuguesa.

## Biografia
Desde muito jovem, Vera demonstrou interesse em Artes incluindo artes cénicas e visuais. Foi descoberta em Londres na sua adolescência, onde fez os seus primeiros trabalhos como modelo.
Desde sua estréia no mundo da moda, Vera  tornou-se um enorme sucesso, conquistando em 2011 o segundo lugar nos "Most voted model worldwide awards" de Fashion TV.
A popularidade de Vera não se fica pela Europa ou América, sendo bastante reconhecida nos países Asiáticos principalmente no Japão com os seus trabalhos em moda, música, como tradutora, letrista , designer, e principalmente como artista e celebridade.

## Carreira
Vera Von Monika é também Embaixadora de Marcas, sendo convidada para bastantes eventos. É igualmente reconhecida pelo seu incrível conhecimento da cultura Japonesa sendo assim convidada para eventos de anime, manga, jogos e cultura pela sua enorme influência.
Atualmente, Vera Von Monika está mais focada no seu trabalho como jornalista desportiva, mais especificamente desportos motorizados, sendo a sua especialidade o Campeonato Mundial de Rali, tendo até entrevistado Ott Tänak, o atual campeão mundial nesta categoria.  Sem nunca esquecer o seu trabalho como modelo ou deixando de lado a sua influência como Socialite para ajudar em causas humanitárias.
A 18 de Outubro de 2021, Vera Von Monika lançou a sua coleção exclusiva de calçado com a sua assinatura. Coleção criada, idealizada e desenhada por ela, produzida pela empresa USHINDI Shoes, a mesma empresa que produziu a linha de calçado do jogador de futebol Luis Nani.

## Discografia
- 6PM Meeting